# Thomisus dalmasi
Thomisus dalmasi là một loài nhện trong họ Thomisidae.
Loài này thuộc chi Thomisus. Thomisus dalmasi được Roger de Lessert miêu tả năm 1919.